# Piedra de imán

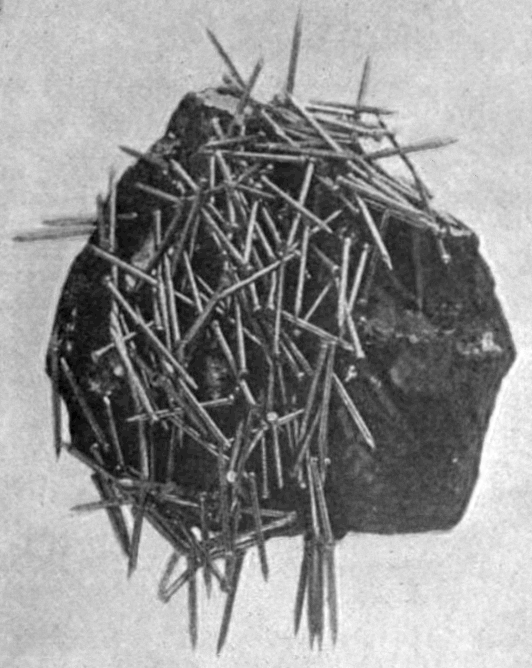
Piedra de magnetita atrayendo clavos de hierro

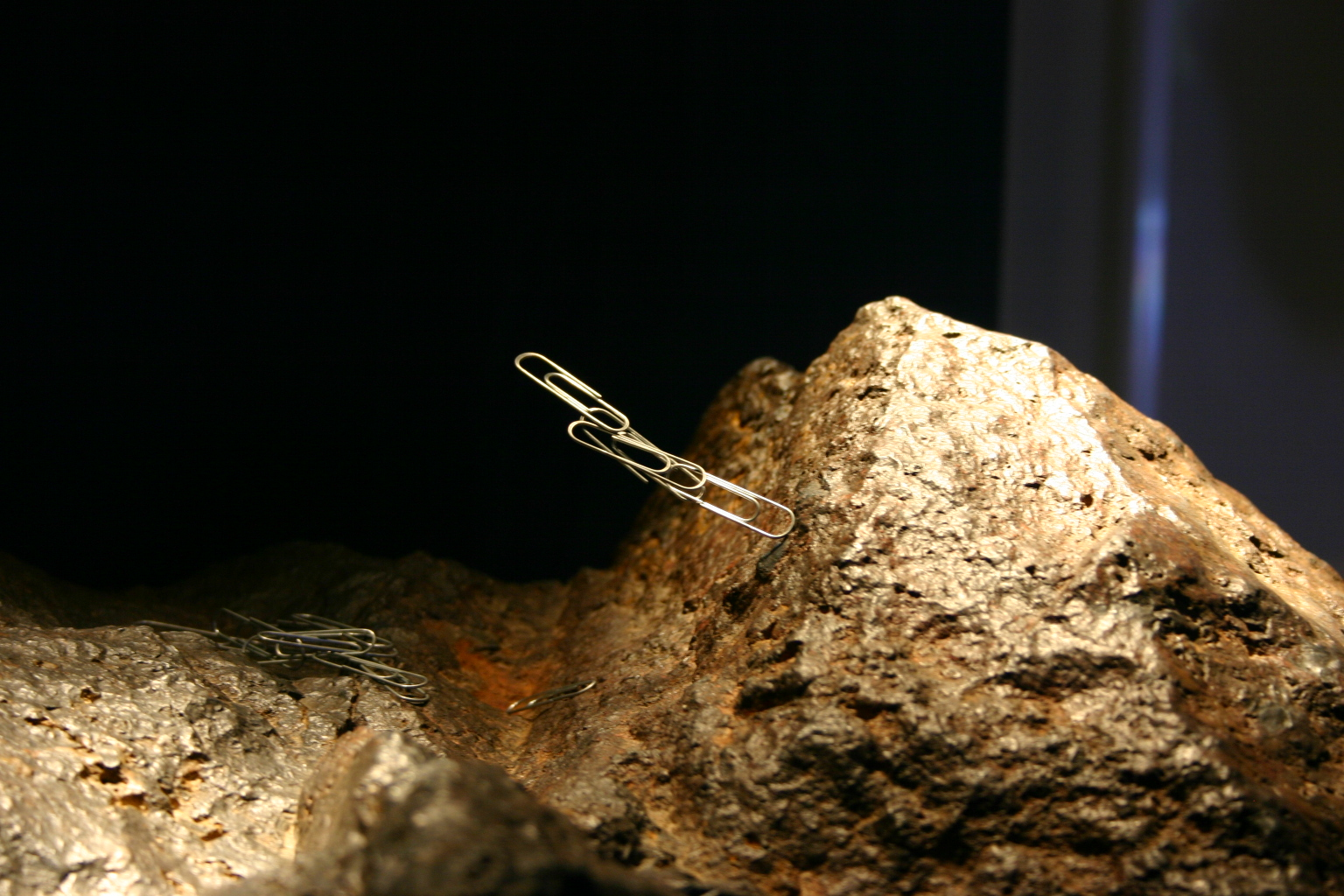
Magnetita en la Sala de Gemas del Smithsonian

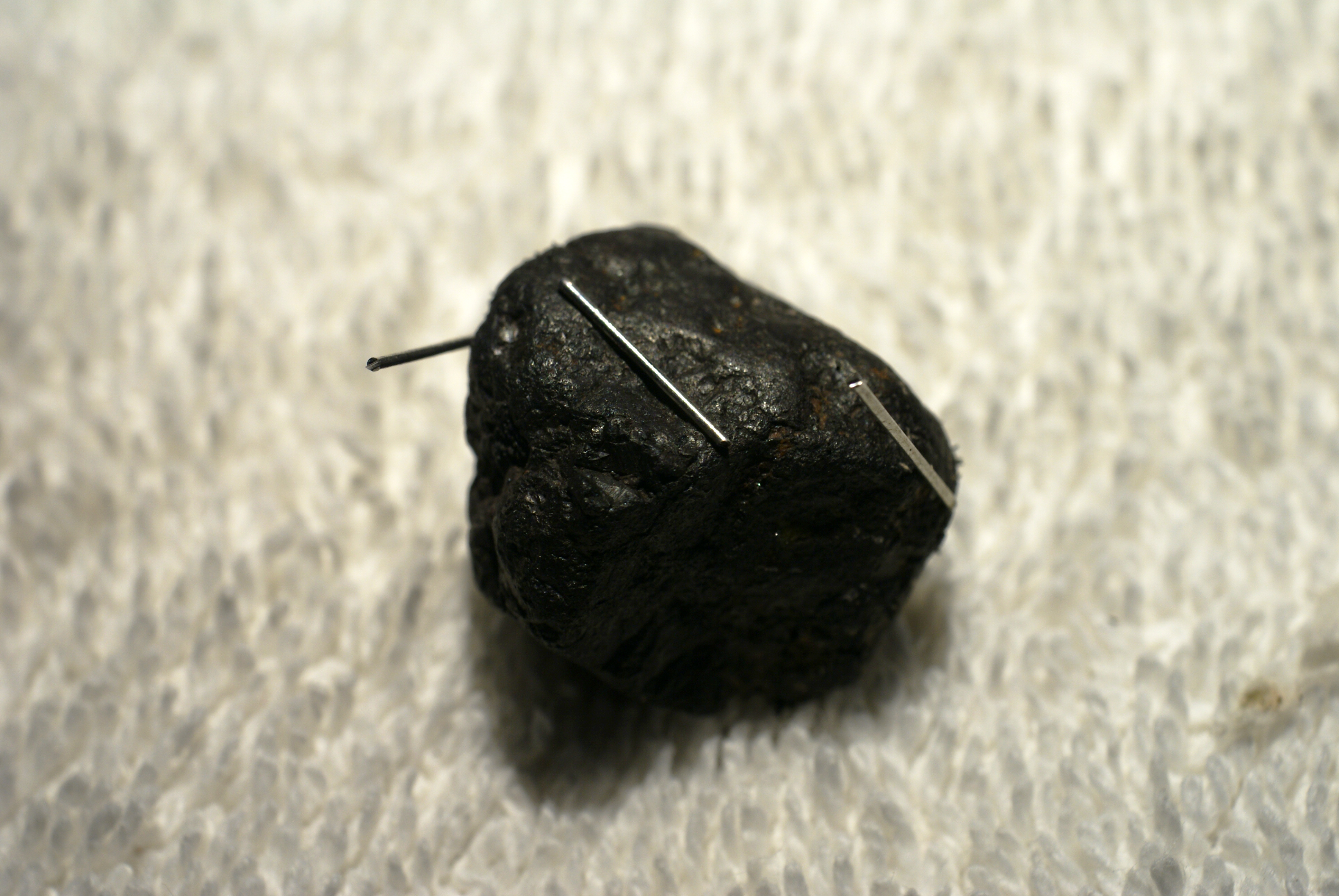
Magnetita que atrae pedacitos de hierro

Una piedra de imán es una pieza naturalmente imantada de magnetita.   Son imanes que se dan naturalmente, los cuales pueden atraer hierro. Piezas de esta piedra, suspendidas para que pudieran girar, fueron las primeras brújulas magnéticas, de importancia para las primeras navegaciones.
La propiedad de magnetismo fue descubierta en la antigüedad a través de estas piedras. Pedazos de piedra de imán, suspendidas para que pudieran girar, fueron las primeras brújulas magnéticas, de importancia para las primeras navegaciones.
La piedra de imán es uno de los muy pocos minerales que se encuentra naturalmente magnetizado. La magnetita es negra o café oscuro, con un lustre metálico, una dureza de 5.5 a 6.5 en escala de Mohs y color de raya negro.

## Origen
El proceso por el cual se forma la piedra de imán ha sido por mucho tiempo una cuestión abierta en geología. Sólo una cantidad pequeña de la magnetita en la Tierra se encuentra magnetizada como piedra de imán. La magnetita normal es atraída a un campo magnético como lo son el hierro y el acero, pero no tiende a imantarse sola;  tiene muy baja coercitividad magnética (resistencia a la desmagnetización) como para quedarse imantada por largo tiempo.   El examen microscópico de piedras de imán ha encontrado que están hechas de magnetita (Fe3O4) con inclusiones de maghemita (Fe2O3 cúbicos), a menudo con impureza de iones metálicos de titanio, aluminio, y manganeso.   Esta estructura cristalina no homogénea da a esta variedad de la magnetita suficiente coercitividad para permanecer imantada y así ser un imán permanente.
La otra cuestión es cómo se magnetizan las piedras de imán.  El campo magnético de la Tierra con 0.5 gauss es demasiado débil para imantar una magnetita por sí mismo.  La teoría principal es que las piedras de imán están imantadas por los campos magnéticos fuertes que rodean a los relámpagos. Esto se sostiene por la observación de que son mayoritariamente encontradas cerca de la superficie de la Tierra, más que enterradas a gran profundidad.

## Historia
Uno de las más tempranas referencias conocidas de las propiedades magnéticas de la piedra de imán fue hecha por el filósofo griego del siglo VI a. C. Tales de Mileto, a quien los griegos antiguos atribuyeron descubrir la atracción de la piedra de imán hacia el hierro y hacia otras piedras de imán. El nombre magneto puede provenir de las piedras de imán encontradas en Magnesia, Anatolia.
La referencia literaria china más temprana al magnetismo ocurre en el siglo IV a. C. Libro del Maestro de Valle del Diablo (Guiguzi).
En la crónica Lüshi Chunqiu, del siglo II a. C.,  se declara explícitamente que "la piedra de imán hace venir al hierro o lo atrae." La mención más temprana de la atracción de una aguja aparece en un trabajo compuesto entre 20 y 100 a. C., el Lunheng (Investigaciones balanceadas): "Una piedra de imán atrae una aguja." En el siglo II a. C., los geománticos chinos estuvieron experimentando con las propiedades magnéticas de la piedra de imán para hacer una "cuchara que señale el sur" para la adivinación. Cuándo está colocada en un plato de bronce liso, la cuchara  invariablemente rota al eje norte-sur. Mientras que esto ha sido demostrado que funciona, falta que los arqueólogos descubran una cuchara real hecha de magnetita en una tumba de la dinastía Han.
Basado en su descubrimiento de un artefacto olmeca (una barra magnética formada estriada) en América del Norte, el astrónomo John Carlson sugiere que la piedra de imán puede haber sido utilizada por los olmecas más de mil años antes del descubrimiento chino. Carlson especula que los olmecas, para propósitos astrológicos o geomanticos , usaron artefactos similares como un dispositivo direccional, o para orientar sus templos, las habitaciones de los vivos, o los entierros de los muertos. El análisis detallado del artefacto olmeca reveló que la "barra" estaba compuesta de hematita con lamella de titanio de Fe2–xTixO3 que daba cuenta del magnetismo remanente anómalo del artefacto.